# Навагрудак
{{Град у Белорусији
| назив = Навагрудак
| изворни_назив = -{}-
| слика = Navahrudak1.JPG
| опис_слике = Некадашњи пијачни трг 
| градска_застава = Flag of Navahradak.svg
| грб = Coat of Arms of Navahrudak, Belarus.svg
| област =  Гродњенска област
| рејон = Навагрудски рејон
| оснивање = први помен 1044.
| град_од = 
| површина = 
| становништво = 29.459 
| извор_становништво = 
| година_становништво = 2017
| густина = 
| агломерација = 
| година_агломерација = 
| гшир = 53.583333
| гдуж = 25.816667
| надморска_висина = 
| поштански_код = 231400
| позивни_број = +375 1597
| регистарска_ознака = 4
| градоначелник = 
| веб-страна = 
}}
Навагрудак или Новогрудок (блр. Навагрудак; рус. Новогрудок) град је у западном делу Републике Белорусије и административни центар Навагрудског рејона Гродеенске области. Према процени из 2012. у граду је живело 29.324 становника.
Један је од најстаријих белоруских градова. Током 12. века, био је један од најважнијих политичких, привредних и културних центара у области староруског племена Кривича, на североисточном подручјима Кијевске Русије.

## Етимологија
У дословном преводу име града је „Нови Град”. Навагрудок је био један од важнијих насељених центара паганства у периоду раног 10. века када је постао делом Кијевског Руса.
Према неким летописима, недалеко од данашњег насеља налазио се древни град Радогошча који је у то време био важан трговачки центар, а насеље које је настало у његовој близини названо је Новим Градом.

## Географија
Град се налази у источном делу Гродњенске области, у географској зони Навагрудског побрђа, на око 30 км јужно од леве обале реке Њемен.

## Историја
Најранији писани подаци о граду потичу из летописа из 1044, 1116. и 1252. године. Према првом летопису из 1044. кијевски књаз Јарослав Мудри на том месту је подигао утврђење (које је пак предмет спора историчара, јер многи сматрају да се поменута тврђава односила на подручје Великог Новгорода).
На основу археолошких доказа извесно је да је на месту данашњег града током 9. и 10. века постојало важно трговачко насеље чији становници су одржавали трговачке везе са Византијом, Блиским истоком и Скандинавијом. Дуж главног трга постојале су бројне занатске радионице, ливнице и јувелирнице.
Године 1511. Навагрудак добија магдебуршко право и постаје слободан трговачки град Велике Кнежевине Литваније, а од 1507. до 1795. биоо је центар Навагрудског војводства. Године 1795. постаје делом Руске Империје, и административни је центар Навагрудског округа Гродњенске губерније (све до 1842). У међуратном периоду град је био делом Пољске.
Током Другог светског рата Навагрудак је био окупиран од стране Нациста од 4. јула 1941. до 9. јула 1944. и у том периоду је у гетоу који је формиран за противнике нацистичког режима страдало око 4,5 хиљада углавном навагрудских Јевреја.
Град је 10. септембра 2011. свечано пролсавио 500. година од добијања магдебуршког права.

## Становништво
Према процени, у граду је 2012. живело 29.324 становника.
| 1979.  | 1989.  | 1999.  | 2009.  | 2012.  |
| ------ | ------ | ------ | ------ | ------ |
| 22.423 | 29.506 | 29.506 | 29.336 | 29.324 |

## Знаменити Навагрудчани
У Навагрудаку (или у његовој непосредној близини) је 24. децембра 1798. рођен један од најзначајнијих пољских песника и револуционара Адам Мицкјевич.

## Међународна сарадња
- Криница Морска (пољ. Krynica Morska), Пољска;
- Пријенај (литв. Prienai), Литванија;
- Елблаг (пољ. Elbląg), Пољска;